# Avenida del Bicentenario (Concepción)
La Avenida del Bicentenario es una avenida de Concepción, Tucumán, Argentina. Esta es una extensión de la Ruta nacional 65, conectando sobre 3 kilómetros la traza vieja y nueva de la Ruta nacional 38.

## Historia
La avenida fue inaugurada en 2011 tras la concreción del tramo entre Famaillá y Concepción de la nueva ruta 38. Su propósito principal de construcción era descongestionar la Ruta provincial 329 como acceso a la ciudad del sur tucumano. También, su nombre es en homenaje al Bicentenario de la Revolución de Mayo.
Desde su apertura, la avenida no tenía alumbrado en todo su trayecto, lo cual generaba accidentes viales y hechos de inseguridad. Por ello en 2014 la municipalidad firmó un convenio con la secretaría de obras públicas para iluminar la artería vehicular, mas no se llevó a cabo el proyecto. En 2023 se realizó la colocación de 207 luminarias led en la avenida, siendo inaugurado el 11 de abril del mismo año por el diputado nacional Roberto Antonio Sánchez y el intendente Alejandro Molinuevo. La obra tuvo un costo de ARS 200 000 000.
La vía vehicular consta de cuatro carriles, dos por cada sentido de circulación. Estos están separados por un cantero central donde se ubican las columnas de iluminación. En el comienzo de su recorrido se complementa con la travesía urbana de Concepción sobre la vieja ruta 38 y la avenida Güemes, que llega hasta el predio de la exestación del Ferrocarril Belgrano.